# ملعب برودفيلد
ملعب برودفيلد هو ملعب متعدد الأغراض في كرولي بإنجلترا. ويستخدم حاليا في الغالب لكرة القدم، لديه قدرة استيعاب 5996 شخص، ويملكه مجلس كراولي بورو.